# Бёюк-Эмили
Бёюк-Эмили (азерб. Böyük Əmili) — село в Габалинском районе Азербайджана. 

## География
Расположено в 17 км к юго-западу от города Габала.

## История
«Описание Шекинской провинции, составленное в 1819 году, по распоряжению главноуправляющего в Грузии Ермолова, генерал-майором Ахвердовым и статским советником Могилёвским», приводит сведения о деревне  «Беукъ Эмли» Куткашинского магала.
По данным «Кавказского календаря» на 1856 год, Беюкъ-Амиллы населяли «татары»-сунниты (азербайджанцы-сунниты), которые между собой говорили по-«татарски» (по-азербайджански).

## Население
По материалам посемейных списков на 1886 год, в Амилы, Беюк насчитывалось 297 жителей (71 дым) и все «татары» (азербайджанцы) из которых 274 были суннитами и 23 — шиитами.
По данным за 1910 год, указывается селение Беюкъ-Амилы (66 дымов, 98 мужчин и 95 женщин). Жители обозначаются как «татары» (азербайджанцы).
Согласно «Кавказскому календарю» за 1910 год в селе проживало 193 человека — все армяне.
«Кавказский календарь», на 1915 год, фиксирует в Беюкъ-Амилы 250 человек — «татар» (азербайджанцев).
Согласно результатам Азербайджанской сельскохозяйственной переписи 1921 года, Беюк-Амилы Гаджалинского сельского общества Арешского уезда Азербайджанской ССР населяли 247 человек (60 хозяйств), преобладающая национальность — тюрки-азербайджанцы.
По материалам издания «Административное деление АССР», подготовленного в 1933 году Управлением народно-хозяйственного учёта АССР (АзНХУ), по состоянию на 1 января 1933 года Беюк-Эмили входило в Гаджаллынский сельсовет Куткашенского района Азербайджанской ССР. В селе насчитывалось 353 жителя (62 хозяйства), 180 мужчин и 173 женщины. Весь сельсовет, состоял из сёл (Беюк-Эмили, Гаджаллы — центр, Чархана, Мамайлы, Овджуллу, Шамлы, Шафили). Национальный состав — 83, 8 % тюрки (азербайджанцы).
Жители заняты выращиванием зерновых и животноводством. Имеются полная средняя школа, детский сад, библиотека, медицинский пункт, клуб.

## Достопримечательности
Рядом с Беюк-Эмили, на горе Килисадаг располагается исторический памятник-храм, датируемый VIII веком.

## Экономика
В селе функционирует бройлерная фабрика «ОАО «Габала Гушчулуг».

## Известные уроженцы
В Беюк-Эмили родился Фарман Махмудов — азербайджанский и советский архитектор.